# Лоуњовице под Блањком
Лоуњовице под Блањком (чеш. Louňovice pod Blaníkem) је насељено мјесто са административним статусом варошице (чеш. městys) у округу Бенешов, у Средњочешком крају, Чешка Република.

## Становништво
Према подацима о броју становника из 2014. године насеље је имало 658 становника.